# Tjalk

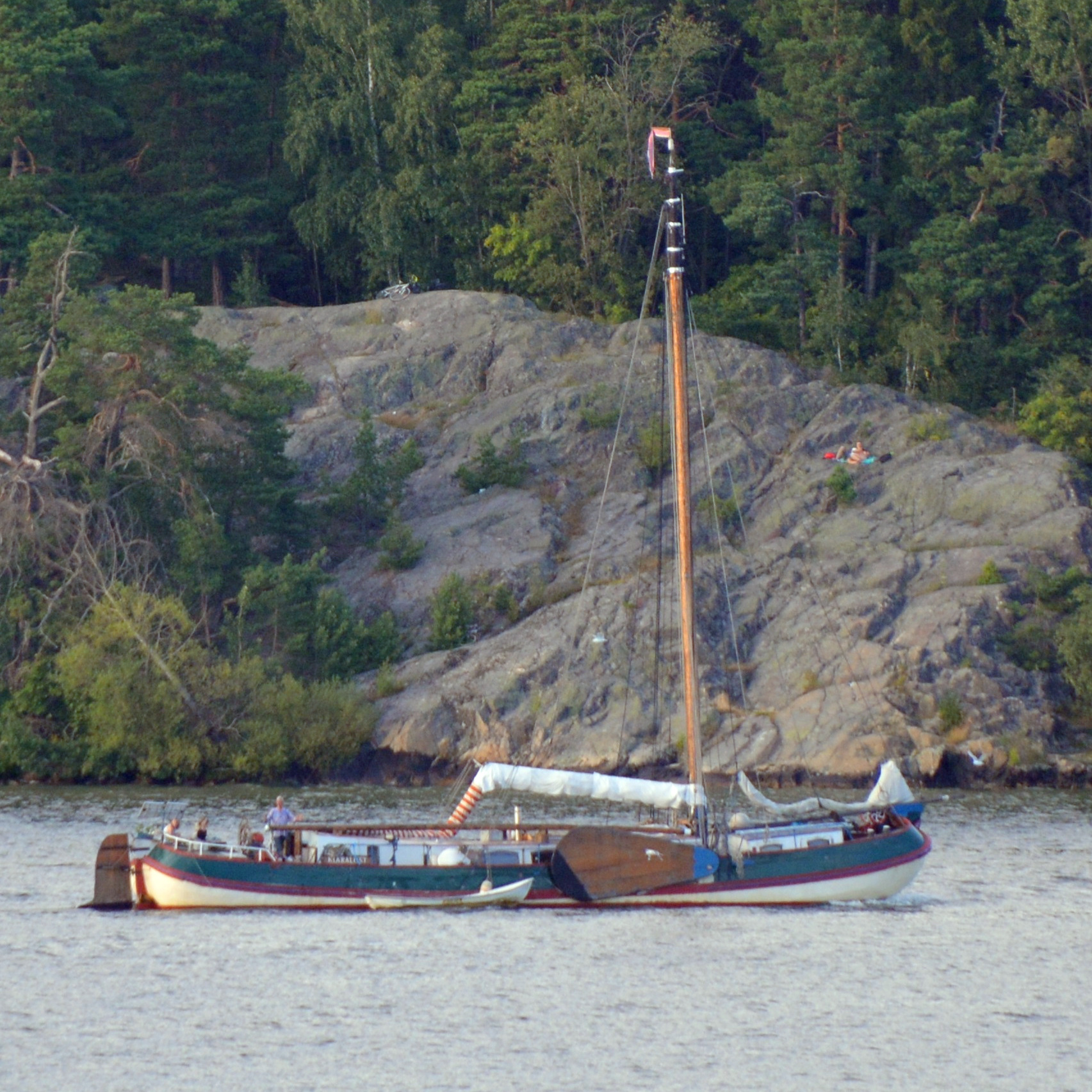
Tjalk på Mälaren

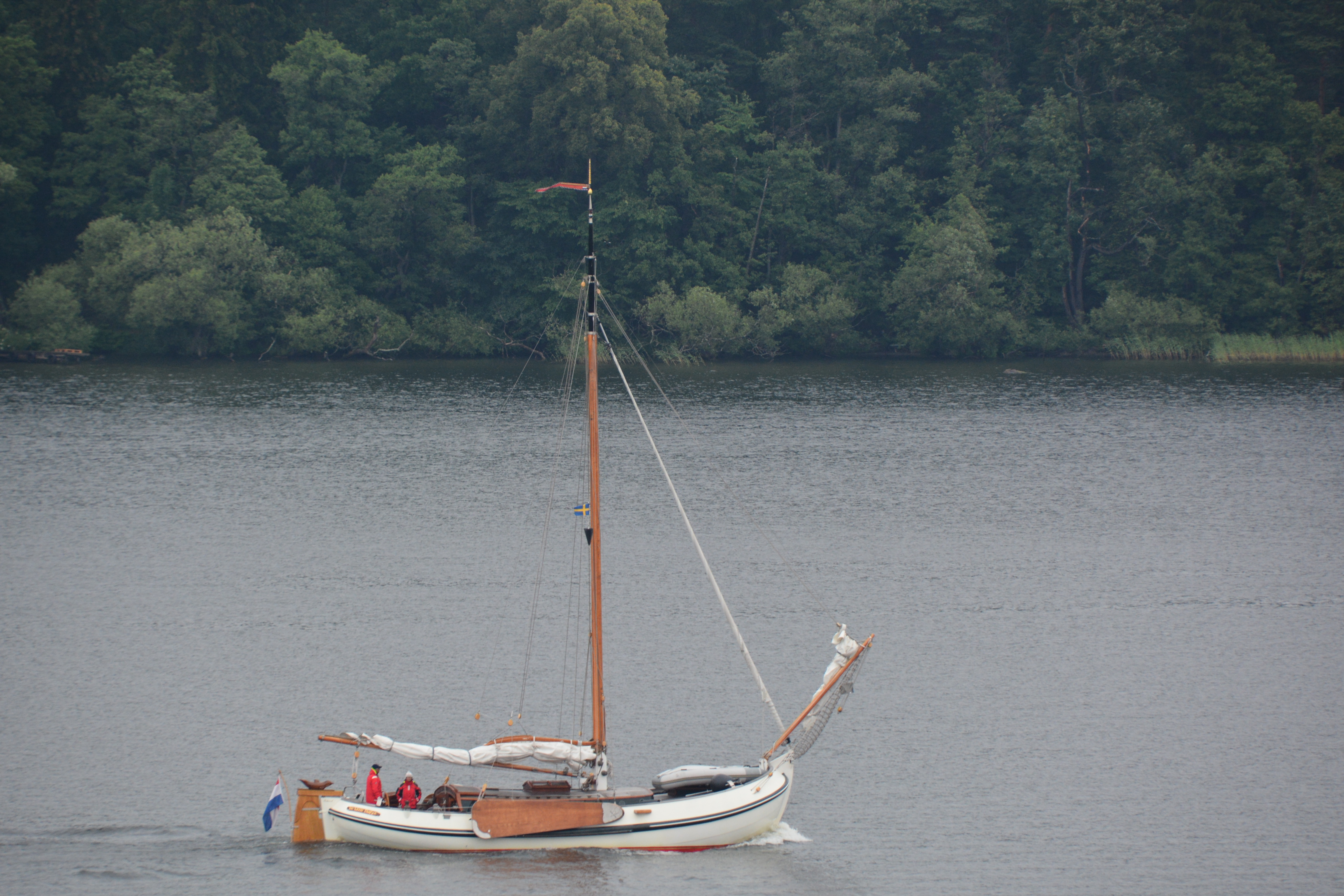
Holländskregistrerad tjalk på Mälaren

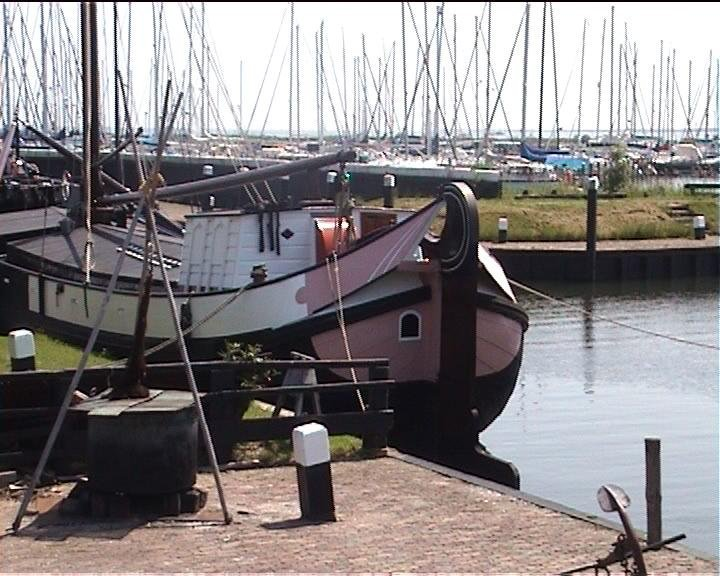
Tjalken De Vier Gebroeders

Tjalk är ett flatbottnat segelfartyg, ursprungligen från Nederländerna. Den är på sidorna, ungefär midskepps, försedd med så kallade läbord, stora träskivor i form av ett pärons längdsektion. Svärdet är rörligt kring en bult som genomgår dess smalare ända. Då fartyget seglar bidevind eller i någon riktning med vinden från sidan, släpps läsidans svärd i vattnet för att förhindra den avdrift, som annars, till följd av fartygets flatbottnade byggnadssätt, skulle äga rum. Fartyget, som vid lågvatten avses att kunna stå på botten, är vanligen riggat med en mast med gaffelsegel och tre försegel. 